# Время остановилось
«Время остановилось» (итал. Il tempo si è fermato) — чёрно-белая драма итальянского режиссёра Эрманно Ольми, снятая в 1959 году.

## Сюжет
Старик и молодой рабочий на ГЭС проводят дни среди зимы. и не испытывают симпатию друг к другу. Сказывается разница в возрасте между ними. Молодой человек заменил старику старого партнёра. Они ждут оттепели, чтобы начать работу на дамбе. Дерзкий студент и дотошный старик становятся ближе, когда на них приходит снежная буря и требует от обоих решимости.

## В ролях
- Натале Росси
- Роберто Севезо
- Пауло Гуадрубби